# Islam in Ghana

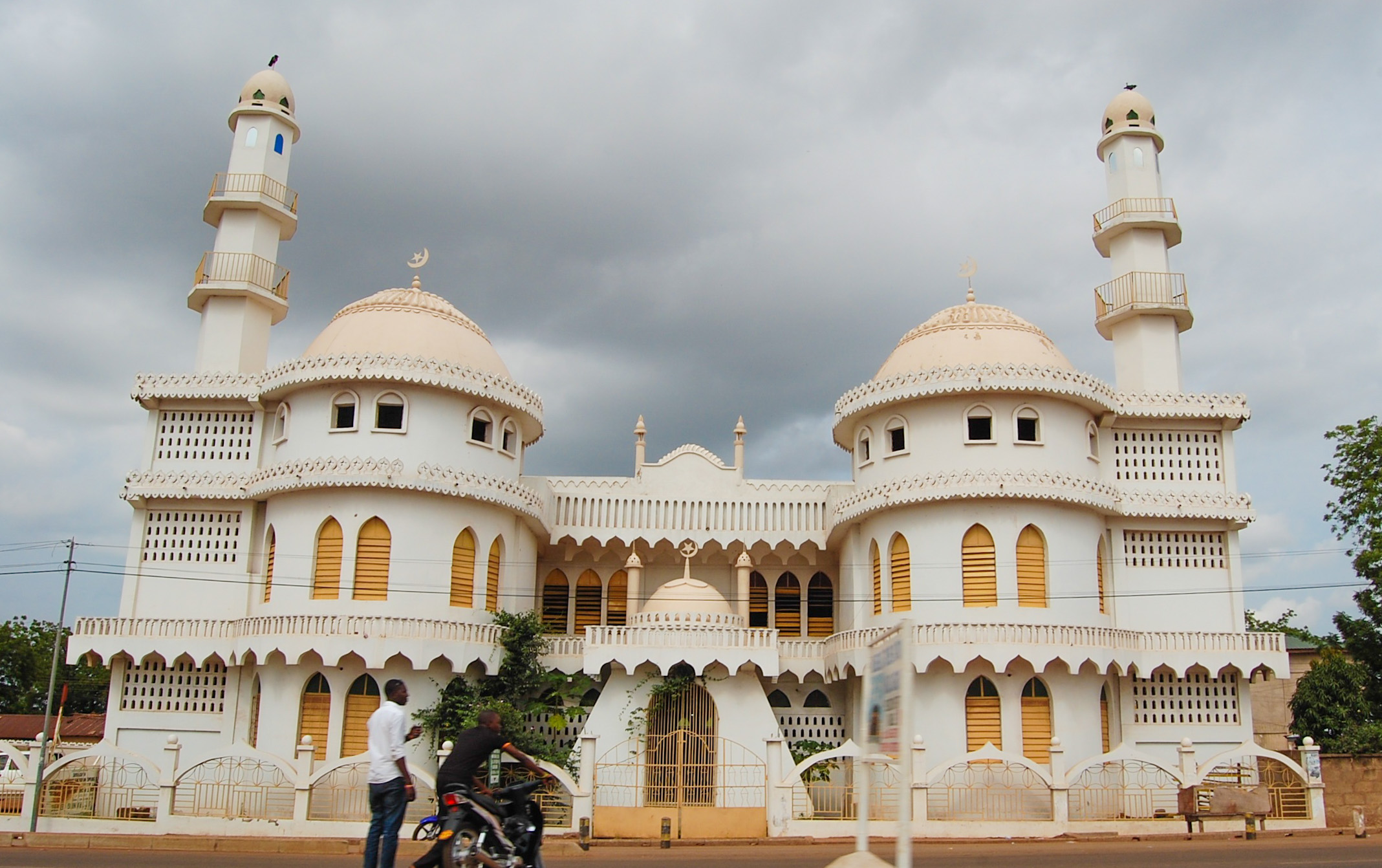
De moskee van de Ahmadiyya-gemeenschap in Tamale

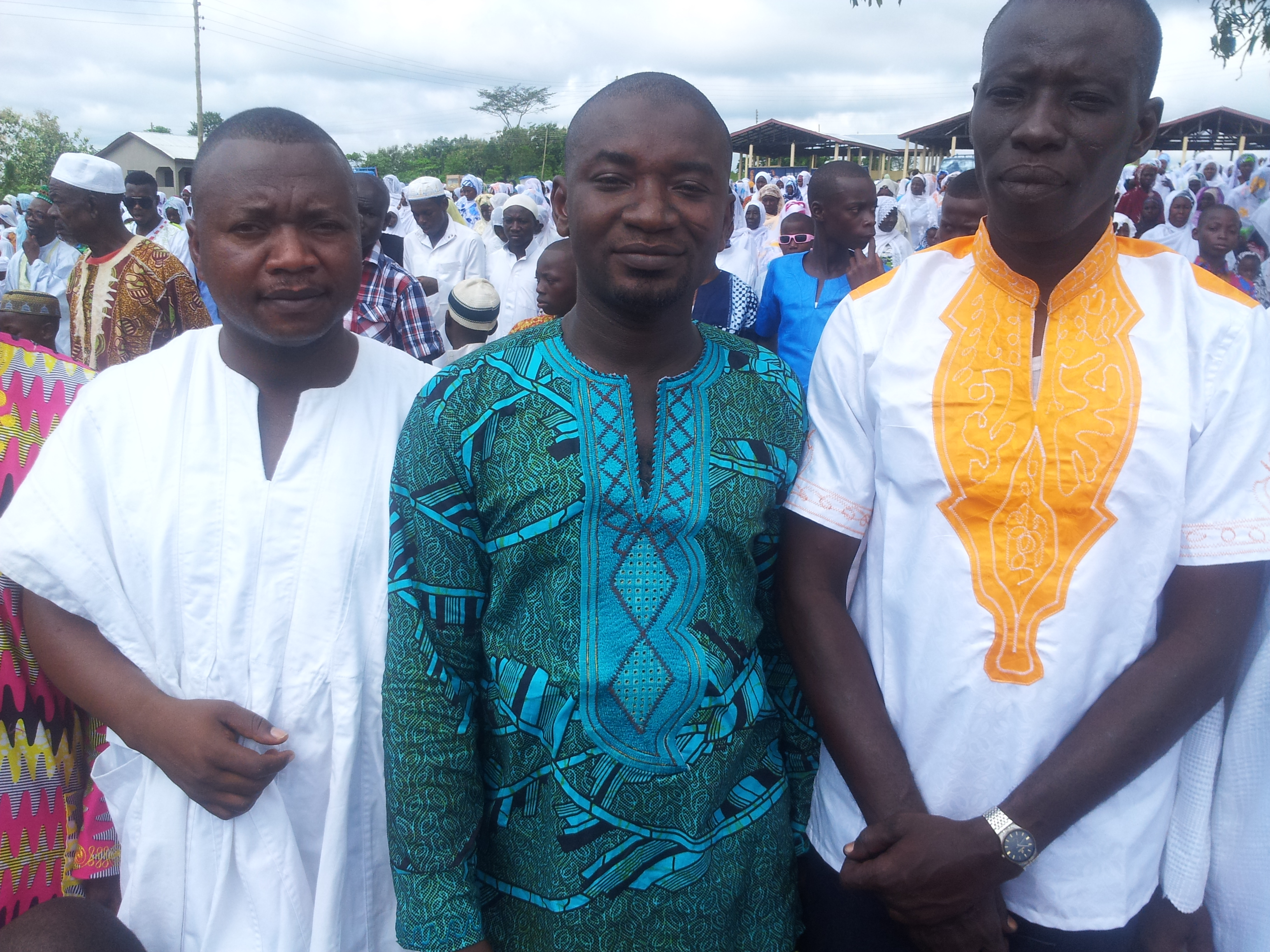
Moslimmannen vieren het Suikerfeest in Abofour, 2014

De islam is de oudste abrahamitische religie in Ghana en de grootste minderheidsreligie in het land. In de nationale volkstelling van 2021 werden er 6.108.530 moslims geregistreerd, wat 19,9% van de totale bevolking van 30,8 miljoen was. Van de Ghanese moslims is ongeveer de helft soennitisch, gevolgd door grote Ahmadiyya (16%) en sjiitische (8%) minderheden. Ongeveer 17% van de Ghanese moslims is niet-confessioneel.
In de meest recente volkstelling van Ghana, daterend uit 2021, werden 6.108.530 moslims geregistreerd, wat 19,9% van de toenmalige bevolking van 30,8 miljoen was. Het aantal en aandeel moslims in de totale bevolking is gestegen ten opzichte van het jaar 2010: de 4.345.723 moslims vormden toen 17,7% van de totale bevolking van 24,7 miljoen. Ongeveer 58% van de moslims woonde in 2021 in steden, wat iets hoger is dan het landelijke gemiddelde van 56,6%. 
Met 1.523.977 moslims op een totale bevolking van 2.306.808 personen had de regio Northern een moslimmeerderheid van 66,1%. Ook in de nieuwgevormde regio's Savannah (64,1%) en North-Eastern (61,2%) vormden moslims een absolute meerderheid van de bevolking. In Greater Accra woonden 631.591 moslims, wat 11,6% van de totale bevolking was.

## Bekende Ghanese moslims
- Mohammed Abu - voetballer
- Asumah Abubakar - voetballer
- Mohammed Abubakari - voetballer
- Abdul Rahim Ayew - voetballer
- Jordan Ayew - voetballer
- Wakaso Mubarak - voetballer
- Thomas Partey - voetballer
- Abédi Pelé - voetballer
- Osman Nuhu Sharubutu - imam
- Sulley Muntari - voetballer
- Majeed Waris - voetballer